# Fils de l'Immaculée Conception
Les Fils de l'Immaculée Conception (en latin Filii Immaculatae Conceptionis) appelées aussi conceptionnistes  sont une congrégation laïque masculine de droit pontifical, qui s'occupent des malades et des orphelins.

## Historique
La congrégation est fondée le 8 septembre 1857 à l'hôpital de l'Esprit-Saint de Rome par Louis-Marie Monti (1825 - 1900) avec comme charisme, la Charité, avec un unique volet au départ le soin des malades. Le 4 octobre 1862 le pape Pie IX accorde à l'institut le décret de louange et le 10 mai 1865 l'approbation pontificale.
En 1882, un moine chartreux arrive à la porte de la communauté avec ses quatre neveux qui ont perdu leurs parents. Louis-Marie Monti prend cela comme un signe de Dieu et élargit sa mission en ouvrant un foyer pour orphelins à Saronno.  Ainsi la Charité s'élargit en deux volets, celui de soin de malade et de l'éducation de la jeunesse orpheline de l'autre côté. Le 30 septembre 1889, les religieux sont expulsés de l'hôpital de l'Esprit-Saint en raison du climat politique hostile. Sous le généralat de Jérôme Pezzini, premier successeur de Monti, le pape Pie X accorde en 1904 à la congrégation le droit d'accéder à la prêtrise et donne l'approbation finale de l'institut en 1906.

## Activités et diffusion
Les conceptionnistes se dédient aux soins des malades et aux orphelins.
Ils sont présents en :
- Europe : Albanie, Croatie, France, Italie, Pologne.
- Amérique : Argentine, Bolivie, Brésil, Canada, États-Unis, Mexique, Pérou.
- Afrique : Cameroun, Congo, Côte-d'Ivoire, Guinée équatoriale, Nigeria.
- Asie : Corée du Sud, Inde, Philippines.

Au 31 décembre 2008 la congrégation comptait 65 maisons et 387 religieux, 146 d'entre eux sont prêtres.

## Membres éminents
- Louis-Marie Monti (1825-1900), fondateur de la congrégation, bienheureux béatifié par Jean-Paul II.
- Emanuele Stablum (1895-1950), médecin membre de la congrégation, juste parmi les nations pour avoir dissimulé 51 Juifs parmi ses malades, reconnu vénérable par le pape François[7].
- Nicola De Angelis (1939-2023), membre puis trésorier général de la congrégation, évêque de Petersborough au Canada de 2002 à 2014.